# Hrabstwo Brown (Illinois)

Piramida wieku hrabstwa

Hrabstwo Brown – hrabstwo w USA, w stanie Illinois, według spisu z 2000 roku liczba ludności wynosiła 6950. Siedzibą hrabstwa jest Mount Sterling.

## Geografia
Według spisu hrabstwo zajmuje powierzchnię 796 km², z czego 792 km² stanowią lądy, a 4 km² (0,52%) stanowią wody.

### Sąsiednie hrabstwa
- Hrabstwo Schuyler – północ
- Hrabstwo Cass – wschód
- Hrabstwo Morgan – południowy wschód
- Hrabstwo Pike – południe
- Hrabstwo Adams – zachód

## Historia
Hrabstwo Brown zostało wydzielone z hrabstwa Schuyler w 1839 roku. Zostało nazwane nazwiskiem generała Jacoba Browna, który pokonał Brytyjczyków w bitwie pod Sackett’s Harbor w 1813 roku.

## Demografia
Według spisu z 2000 roku hrabstwo zamieszkuje 6950 osób, które tworzą 2108 gospodarstw domowych oraz 1380 rodzin. Gęstość zaludnienia wynosi 9 osób/km². Na terenie hrabstwa jest 2456 budynków mieszkalnych o częstości występowania wynoszącej 3 budynków/km². Hrabstwo zamieszkuje 80,29% ludności białej, 18,2% ludności czarnej, 0,09% rdzennych mieszkańców Ameryki, 0,13% Azjatów, 0,07% mieszkańców Pacyfiku, 0,68% ludności innej rasy oraz 0,55% ludności wywodzącej się z dwóch lub więcej ras, 3,93% ludności to Hiszpanie, Latynosi lub inni.
W hrabstwie znajduje się 2108 gospodarstw domowych, w których 29,10% stanowią dzieci poniżej 18 roku życia mieszkający z rodzicami, 55,30% małżeństwa mieszkające wspólnie, 6,8% stanowią samotne matki oraz 34,5% to osoby nie posiadające rodziny. 30,8% wszystkich gospodarstw domowych składa się z jednej osoby oraz 13,9% żyje samotnie i ma powyżej 65 roku życia. Średnia wielkość gospodarstwa domowego wynosi 2,36 osoby, a rodziny wynosi 2,96 osoby.
Przedział wiekowy populacji hrabstwa kształtuje się następująco: 17,8% osób poniżej 18 roku życia, 12,6% pomiędzy 18 a 24 rokiem życia, 37,5% pomiędzy 25 a 44 rokiem życia, 19,4% pomiędzy 45 a 64 rokiem życia oraz 12,7% osób powyżej 65 roku życia. Średni wiek populacji wynosi 35 lat. Na każde 100 kobiet przypada 174,7 mężczyzn. Na każde 100 kobiet powyżej 18 roku życia przypada 194,5 mężczyzn.
Średni dochód dla gospodarstwa domowego wynosi 35 445 dolarów, a średni dochód dla rodziny wynosi 43 207 dolarów. Mężczyźni osiągają średni dochód w wysokości 24 888 dolarów, a kobiety 20 558 dolarów. Średni dochód na osobę w hrabstwie wynosi 14 629 dolarów. Około 4,8% rodzin oraz 8,5% ludności żyje poniżej minimum socjalnego, z tego 10% poniżej 18 roku życia oraz 10% powyżej 65 roku życia.
Jednak co piąty czarny mieszkaniec hrabstwa Brown wymieniony w spisie jest uwięziony w stanowym więzieniu. Niemal 27,51% populacji to więźniowie. Jeżeliby nie brać pod uwagę więźniów, to w hrabstwie ludność biała stanowiłaby 98,65%.

## Miasta
- Mount Sterling

## Wioski
- Mound Station
- Ripley
- Versailles